# Warsaw (Kentucky)
Warsaw város az Amerikai Egyesült Államok Kentucky államában, Gallatin megyében, melynek megyeszékhelye is. Lakosainak száma 1761 fő (2020. április 1.).

## Népesség
A település népességének változása:

| 2010 | 1 615 |
| 2020 | 1 761 |